# Partito della Kampuchea Democratica
Il Partito della Kampuchea Democratica (in khmer គណបក្សកម្ពុជាប្រជាធិបតេយ្យ) è stato un partito politico cambogiano, fondato come continuazione del Partito Comunista di Kampuchea nel dicembre del 1981, a seguito della caduta della Kampuchea Democratica e della nascita della Repubblica Popolare di Kampuchea. Nella metà degli anni '80, il partito sostenne che la sua ideologia era basata su un socialismo democratico, avendo apparentemente rinunciato al comunismo.

## Storia
La dissoluzione del PCK e la formazione del PDK, secondo lo stesso partito, era richiesto dal bisogno di costituire un'ampia unità contro il Vietnam, un'unità che sarebbe stata ostacolata da una linea comunista. L'Esercito Nazionale della Kampuchea Democratica era il braccio armato del partito, mentre il Fronte patriottico e democratico della Grande Unione Nazionale di Kampuchea era un'organizzazione di massa controllata dal partito.
Il segretario generale del partito era inizialmente Pol Pot. Il capo di governo della deposta Kampuchea Democratica. I seguaci del partito erano generalmente indicati come Khmer rossi.
Al tempo della fondazione del PDK, le forze dei Khmer rossi erano state respinte dal governo filo-vietnamita della Repubblica Popolare di Kampuchea in un'area vicina ai confini thailandesi. Il PDK comincio a cooperare con altre forze anti-vietnamite, e formò il Governo di coalizione della Kampuchea Democratica nel 1982.
Sebbene Pol Pot lasciò la guida del partito al suo fedelissimo Khieu Samphan nel 1985, continuò a mantenere un'influenza notevole sul movimento.
In vista delle elezioni cambogiane del 1992/'93, il partito fu in massima parte assimilato dal Partito d'Unità Nazionale Cambogiano (conosciuto anche come CNUP), che affermò pubblicamente che il suo desiderio era quello di partecipare alle elezioni di quell'anno, ma ciò nonostante non fu registrato e cominciò a sabotare le elezioni. A risposta di ciò l'UNTAC decise di non condurre le elezioni nelle zone sotto il controllo dei Khmer rossi.  Al tempo era stimato che almeno il 6% della popolazione della Cambogia viveva in aree sotto il controllo dei Khmer rossi.
Il PDK fu dichiarato illegale in Cambogia nel 1994, dopo questo evento le attività dei Khmer rossi continuarono sotto il Partito d'Unità Nazionale Cambogiano e il Governo provvisorio dell'Unione nazionale e salvezza nazionale di Cambogia.